# Minsieit Tazietdinow
Minsieit Timiergalijewicz Tazietdinow (ros. Минсеит Тимергалиевич Тазетдинов; ur. 18 lutego 1960, zm. 15 listopada 2024 w Uljanowsku) – radziecki zapaśnik walczący w stylu klasycznym. Srebrny medalista mistrzostw świata w 1985. Mistrz Europy w 1984 i drugi w 1985. Mistrz ZSRR w 1984; drugi w 1985 i 1986; trzeci w 1983 roku.